# Jerzy Janiszewski
Pour les articles homonymes, voir Janiszewski.
Jerzy Janiszewski né le 11 mars 1952 à Płock (Pologne) est un graphiste polonais.

## Biographie

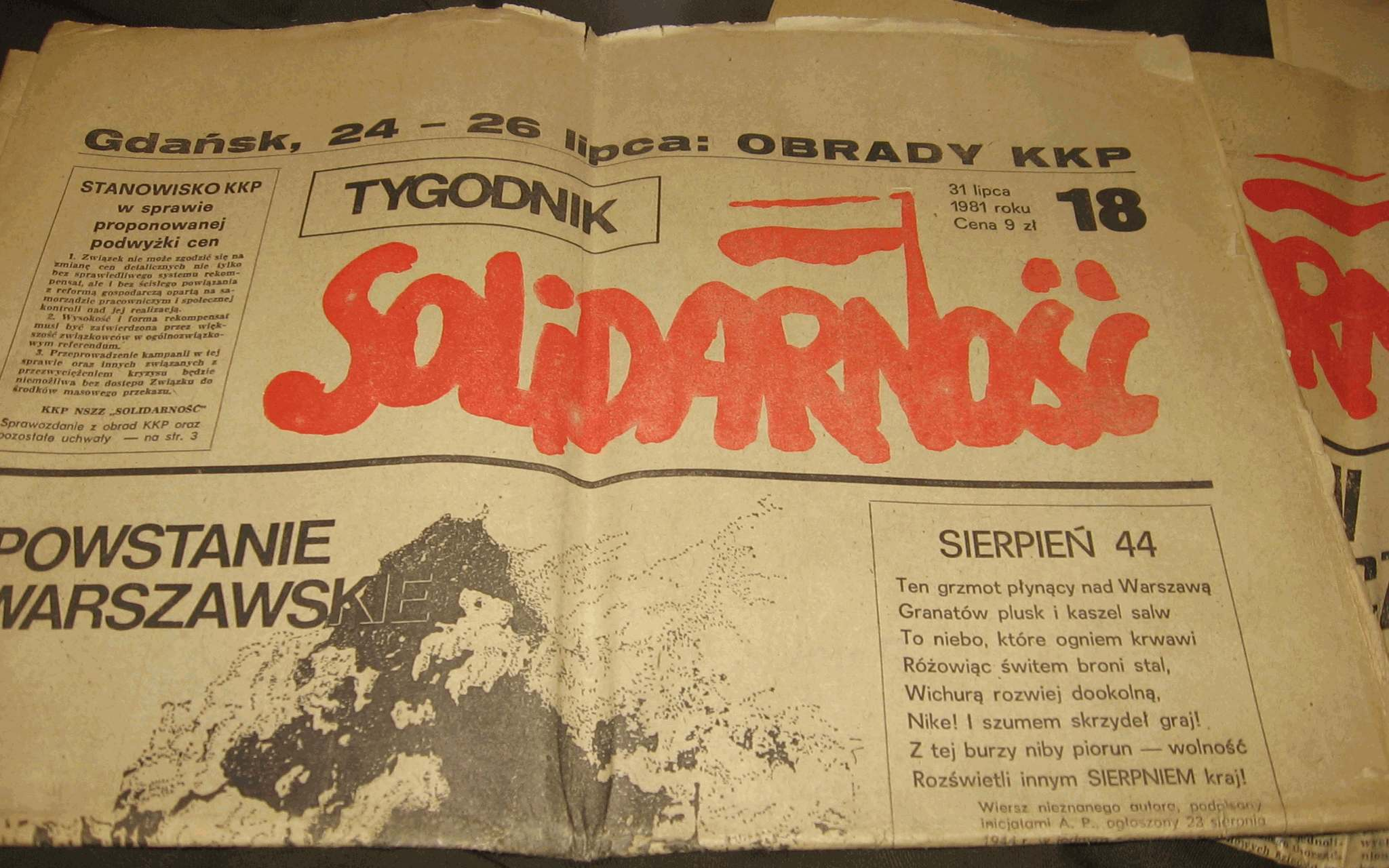
Le logo Solidarność illustrant le titre du Tygodnik Solidarność, no 18 du 31 juillet 1981.

Il fait des études à l’Académie des Beaux-Arts de Gdansk dont il sort diplômé en 1976. Il devient vite l’inspirateur du nouveau mouvement graphique polonais, qui a pris pour base une forme d’écriture et de dessin à main levée, inspirée des graffiti, la couleur rouge ou noire et qui utilise des symboles de révolte et d’action.
Dès 1978 il produit de nombreuses créations, entre autres, l’affiche de la Biennale Nationale des jeunes artistes, une affiche pour la ville de Gandsk, ainsi que celle d’un festival de films de télévision (1981). En 1978, il obtient le Prix Tadeusz Trepkowski pour une affiche sur Varsovie.
En août 1980 pendant la grève au chantier naval de Gdansk, il crée le logo Solidarność qui est devenu plus tard celui du syndicat animé par Lech Wałęsa et qui, depuis, est devenu un symbole de la lutte pour la liberté.
En 1981 l'affiche Solidarność, Polska 80 obtient le grand prix de la Biennale d’affiches de Katowice.
Après la prise de pouvoir du général Jarulelski, en 1982, il émigre d’abord en Allemagne puis en France, où on lui attribue une résidence artistique à la Cité internationale des arts. Il collabore avec diverses maisons d’édition et réalise plusieurs affiches pour le théâtre, notamment pour La Papesse jouée à la Cartoucherie de Vincennes, Le silence et l’obscurité, requiem littoral pour un corps polonais (de Jeanne Hyvrard, Édition Montalba) créé par Sylvie Hamelin au festival d’Avignon en 1984.
Il conçoit le sigle de la Carpa(1983), un projet de Paco Ibáñez : un chapiteau destiné à accueillir des artistes de toutes disciplines. Il collaborera pendant plusieurs années avec la Carpa pour la création d'affiches de concerts, de jaquettes de CD...
À partir de 1985 et pendant plusieurs années il partage son temps entre Paris et l’Espagne. En 1996, il retourne en Pologne où il fonde le studio Ograf.
En 1998 il ouvre en Espagne le studio Tajjer à Barcelone, qui sera implanté en 2009 à La Corogne.
Artiste prolifique, il a conçu des lignes graphiques, logos et affiches pour diverses agences de publicité, maisons d’édition, entreprises, institutions (Unesco, Centre Pompidou…) et ONG (Amnesty...). Il met aussi en place de nombreuses installations en plein air et effectue des scénographies,.
En 2011, il crée le logo de la présidence polonaise de l'Union Européenne. En 2012 il crée le logo du Ministère des Affaires Étrangères de la République de Pologne et en 2015 celui du Parlement Polonais (Sejm).
Ses créations sont présentes dans de nombreux musées tels le Victoria and Albert Museum de Londres, le Musée d'Art Moderne de New York et le Musée d'Histoire Contemporaine à Paris.
La galerie Charles Krause de Washington D.C. a organisé une rétrospective partielle de son œuvre (logos et collages) en décembre 2011 et janvier 2012, exposition reconnue par le Washington Post comme l'une des dix plus intéressantes de 2012.

## Expositions
- 2015 : Exposition individuelle - Charles Krause reporting Fine Art -Washington DC[10]
- 2013 : A call to Arms - galerie Charles Krause - Washington DC[11],[12] Got the message-Art Gallery of Ballarat[13],[14] Art Targets Guns - The Newton Project Washington DC[15],[16](e)merge art fair Washington DC
- 2011-2012 : Exposition individuelle - Charles Krause reporting Fine Art -Washington DC « Graphic & Fine Art of Jerzy Janiszewski » galerie Charles Krause - Washington[17],[18],[19] Design for Freedom-Freedom in Design-Baku-Stockholm-Berlin-Tokyo
- 2011 : New Polish Poster - MOMA - New York[20],[21] Particolare, Paths of democracy - Biennale de Venise
- 2010 : Biennale Internationale de l’Affiche - Varsovie[22],[23] Roads to freedom - Solidarity Center Foundation - Gdansk[24] Re-designing the East - Political Design in Asia and Europe - Stuttgart
- 2009 : SIEGesIKONen- Humboldt - Berlin : All colours of Democracy - Consulat général Polonais - Barcelone[25],[26] Roads to freedom - Municipal Gallery - Gdansk- Bydgoszcz
- 2005 : Solid Art - Musée d’Histoire de Catalogne- Barcelone[27] Solid Art - Parlement Européen Bruxelles, Dock watchers - Wyspa Institute of Arts - Gdansk
- 1992 : Posters and Fine Art, Maison de Limoges, Paris
- 1985 : L’image des mots, Centre Pompidou, Paris[28]
- 1985 : Posters in Compagnie, La Croix du Sud, Paris
- 1984 : Foire des Arts Plastiques, Élancourt
- 1984 : Exposition, Cité des Arts, Paris

## Récompenses
- 2012 : Bene Merito, Ministère des Affaires Étrangères Polonais[29],[30], Organisation mondiale de la propriété intellectuelle, Award for creativity World Intellectual Property Organization - Organisation mondiale de la propriété intellectuelle (OMPI)
- 2011 : Neptune Award Gdansk[31],[32]
- 2005 : Médaille pour le 25e anniversaire de Solidarnosc
- 1982 : Type Directors Club, Prix spécial TDC New York[33]
- 1980 : Grand Prix de la Biennale d’Affiches de Katowice, Meilleure Affiche du mois Varsovie[17]Special Award of Projekt editorial office[34],[35],[36]
- 1978 : Prix Tadeusz Trepkowski, Varsovie, Best Cultural Poster Gdańsk